# Speoplatyrhinus poulsoni
Speoplatyrhinus poulsoni är en fiskart som beskrevs av Cooper och Kuehne, 1974. Speoplatyrhinus poulsoni ingår i släktet Speoplatyrhinus och familjen Amblyopsidae. IUCN kategoriserar arten globalt som akut hotad. Inga underarter finns listade i Catalogue of Life.